# 吉他少女
《吉他少女》是NEOWIZ開發的治癒系放置養成遊戲，對應Android、iOS平台，2020年起營運。

## 遊戲玩法
《吉他少女》是一款放置遊戲，遊戲主題圍繞在吉他少女與他的朋友、老師們的對話中，遊戲節奏輕鬆，玩家可以自由選擇數個場景並在遊玩同時享受音樂。

## 開發與營運
《吉他少女》2020年8月12日在韓國營運，同年11月在日本營運。

## 影響
《吉他少女 拼图3》是NEOWIZ子公司Neo Pop開發的三消遊戲。該公司創立於2017年，專注開發三消遊戲，2020年被NEOWIZ收購為子公司。